# Josip Žabkar
Josip Žabkar (* 24. Dezember 1914 in Ljubljana, Slowenien; † 19. Mai 1984 in Rom) war ein römisch-katholischer Erzbischof und Diplomat des Heiligen Stuhls.

## Leben
Josip Žabkar empfing am 23. September 1939 das Sakrament der Priesterweihe für das Erzbistum Ljubljana.
Am 17. Mai 1969 ernannte ihn Papst Paul VI. zum Titularerzbischof von Virunum und bestellte ihn zum Apostolischen Pro-Nuntius in Finnland und zum Apostolischen Delegaten in Skandinavien. Der Kardinalstaatssekretär Jean-Marie Kardinal Villot spendete ihm am 30. Juni desselben Jahres die Bischofsweihe; Mitkonsekratoren waren der Sekretär der Kongregation für die Evangelisierung der Völker, Kurienerzbischof Sergio Pignedoli, und der Bischof von Brügge, Emiel-Jozef De Smedt. Am 8. Oktober 1976 wurde Josip Žabkar zudem Apostolischer Pro-Nuntius in Island.
Josip Žabkar trat am 27. Oktober 1981 als Apostolischer Pro-Nuntius in Finnland und Island sowie als Apostolischer Delegat in Skandinavien zurück. 